# Brattmyrtjärnen, Västerbotten
Brattmyrtjärnen är en sjö i Vindelns kommun i Västerbotten och ingår i Sävaråns huvudavrinningsområde.